# C. Thywissen
C. Thywissen GmbH (Ölmühle Caspar Thywissen) i Neuss blev etableret i 1839 af Caspar Thywissen, som en oliehandel i Neuss. I dag driver virksomheden planteoliemøller i Neuss, Mülheim an der Ruhr og Hürth-Kalscheuren. Deres produkter består af rapsolie, solsikkeolie, linolie, dyrefoder og biodiesel.